# 武康路117弄2号住宅
武康路117弄2号住宅又稱李及兰旧居，是中国上海的一处历史建筑，位于今徐汇区武康路117弄2号（近湖南路口），為西班牙式花园住宅。该建筑建于1943年，建筑二层，局部三层為西班牙风格。该建筑曾用作李及兰、上海市长曹荻秋、魏文伯旧居。
1999年，武康路117弄2号住宅被列为第三批上海市优秀历史建筑，编号D-Ⅲ-65。